# En Güzel Günüm Gecem 1999–2006
En Güzel Günüm Gecem 1999–2006 – dwupłytowa składanka studyjnych nagrań grupy Duman.
Album został wydany w 2007 roku przez wytwórnię płytową NR1 Müzik. Pierwsza płyta (CD) zawiera najpopularniejsze utwory zespołu zapisane w formacie audio, z kolei na drugiej płycie (DVD) znalazły się wszystkie, do tego momentu wydane, teledyski Duman.

## Lista utworów

### CD
1. "Bu Akşam"
2. "Köprüaltı"
3. "Her Şeyi Yak"
4. "Seni Kendime Sakladım"
5. "Oje"
6. "Hayatı Yaşa"
7. "Belki Alışman Lazım"
8. "Bebek"
9. "Aman Aman"
10. "Ah"
11. "Yanıbaşımdan"
12. "En Güzel Günüm Gecem"
13. "İstanbul"
14. "Çile Bülbülüm"
15. "Olmadı Yar"

### DVD
1. "Köprüaltı"
2. "Hayatı Yaşa"
3. "Bebek"
4. "Her Şeyi Yak"
5. "Oje"
6. "Bu Akşam"
7. "Çile Bülbülüm"
8. "Olmadı Yar"
9. "Belki Alışman Lazım"
10. "İstanbul"
11. "Seni Kendime Sakladım"
12. "Aman Aman"